# Oenothera guttata
Oenothera guttata là một loài thực vật có hoa trong họ Anh thảo chiều. Loài này được (Greene ex R.R. Gates) Cockerell mô tả khoa học đầu tiên năm 1914.